# Tarenna keyensis
Tarenna keyensis är en måreväxtart som beskrevs av Theodoric Valeton. Tarenna keyensis ingår i släktet Tarenna och familjen måreväxter. Inga underarter finns listade i Catalogue of Life.